# Ota I. Veliký
Ota I. Veliký (23. listopadu 912 Wallhausen – 7. května 973 Memleben) byl synem Jindřicha I. Ptáčníka, vévoda saský a východofranský král (od 936), král italský (od 951) a první císař Svaté říše římské (od 962).

## Život
Ota I. nastoupil na trůn po svém otci Jindřichu Ptáčníkovi. Dne 7. srpna 936 byl v katedrále Panny Marie v Cáchách korunován východofranckým králem. Už na začátku vlády vyhlásil[zdroj?], že bude následníkem Karla Velikého, jehož poslední dědic zemřel v roce 911, přičemž jako oporu bude využívat biskupy a opaty. Ota chtěl panovat nad církví a využít její schopnost sjednocovat, aby v německých zemích založil instituci s velkou teokratickou mocí[zdroj?]. Ota si ještě jako následník trůnu zvolil za své sídlo Magdeburk, kde roku 973 založil klášter sv. Mořice, ve kterém je i pohřben.
V roce 938 se v saském městě Rammelsbergu podařilo najít stříbrnou žílu, nerostné bohatství ostatně dopomáhalo Otovi financovat všechny jeho aktivity. Začátky Otovy vlády byly poznamenané řadou povstání místních panovníků, v roce 938 Eberhard, nový bavorský vévoda, odmítl vzdát Otovi hold. Když ho Ota sesadil a dosadil na jeho místo strýce Bertholda, povstal proti Otovi Eberhard Franský spolu s některými saskými šlechtici. Snažili se Otu svrhnout a dosadit jeho staršího polorodého bratra Thankmara (syna Hatheburgy, manželky Jindřicha Ptáčníka). Revolta pokračovala i následující rok. Giselbert, lotrinský vévoda, přísahal věrnost západofranskému panovníkovi Ludvíkovi IV. a Otův mladší bratr Jindřich připravoval spolu s mohučským arcibiskupem Otovu vraždu. Povstání skončilo v roce 939 Otovým vítězstvím v bitvě u Andernachu, ve které Eberhard s Giselbertem padli. Jindřich utekl do západních Frank, kam zanedlouho vpadl Hugo Veliký s armádou na rozkaz Oty. V roce 941 došlo mezi bratry k dohodě a když Ludvík uznal svrchovanost Oty nad Lotrinskem, armáda se stáhla.

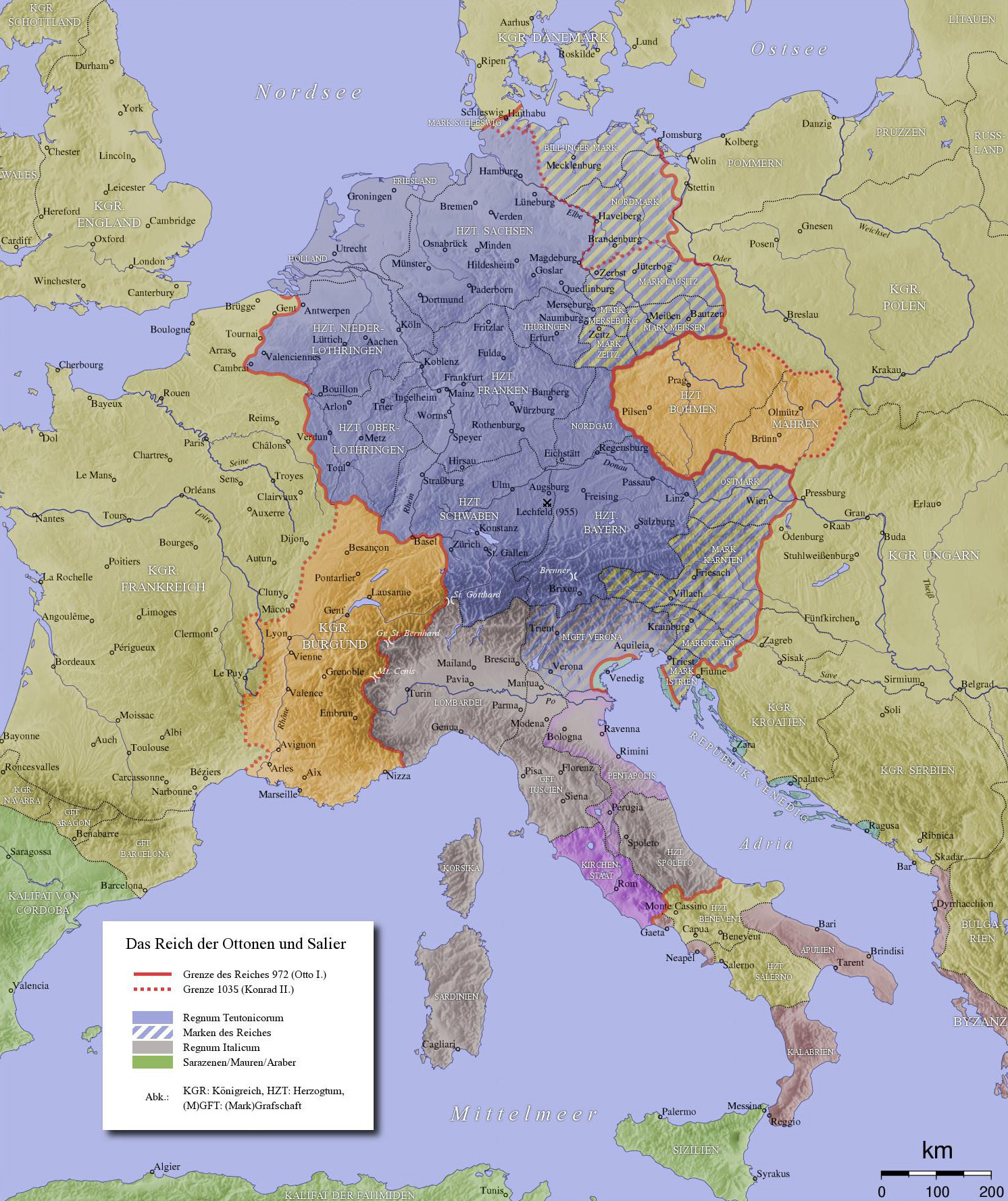
Svatá říše římská v době Otovy smrti (ohraničena plnou čarou).
Mgft. = marka/markrabství
Hzt. = vévodství
Kgr. = království

Aby Ota zabránil dalším vzpourám, za hlavy vévodství jmenoval své rodinné příslušníky. V roce 944 věnoval Lotrinsko Konrádovi Rudému, který se oženil s Otovou dcerou Liutgardou a svého syna Liudolfa oženil s dcerou švábského vévody Heřmana. Heřman v roce 947 zemřel, a Liudolf po něm Švábsko zdědil. Podobně zdědil v roce 949 bavorské vévodství Jindřich.

### Vzpoura šlechty a bitva na Lechu
V této době se Itálie nacházela v politickém chaosu. Po smrti Lothara, kterého zřejmě otrávili, zdědila trůn jeho žena Adelaida, vlastní dcera, nevěsta a vdova po posledních třech italských králích. Šlechtic Berengar z Ivrey se vyhlásil králem Itálie, unesl Adelaidu a pokoušel se legitimovat svou vládu svatbou Adelaidy se svým synem. Adelaida ovšem uprchla a požádala o intervenci. Liudolf a Jindřich nezávisle vpadli do severní Itálie, aby využili situace, ale jejich ambice zmařil Ota, který tam vpadl rovněž a donutil Berengara přísahat lenní věrnost. Krátce nato se oženil s Adelaidou.

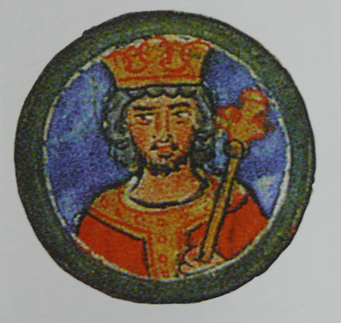
Ota I. Veliký (iluminace z 13. století)

Tato svatba spustila další revoltu. Když Adelaida porodila syna, Liudolf, zákonitý dědic po Otovi, se začal obávat o svou pozici a roku 953 spolu s Konrádem Rudým a mohučským arcibiskupem proti Otovi povstal. Po počátečních úspěších Ota nakonec padl do zajetí při útoku na Mohuč. V příštím roce se povstání rozšířilo do celé země. Liudolf a Konrád však udělali chybu, když se spojili s Maďary, jejich vpády do jižního Německa znovu sjednotily šlechtu. Na sněmu v Auerstadtu byli Liudolf a Konrád zbaveni titulů, šlechta obnovila Otovu moc.
Boleslav I. se spolu se svým synem poddal Otovi I. v r. 950 pod tzv. Novým hradem. 10. srpna 955 porazil Ota Maďary v bitvě na řece Lechu nedaleko Augsburgu (bitvy se zúčastnil i český oddíl, avšak nikoliv pod vedením českého knížete Boleslava I., se kterým Ota do r. 950 vedl bezvýchodné spory). Zbavil tak říši jíž několik let čelící nájezdům Maďarů hrozícího nebezpečí z východu. Téhož roku, 10.–11. října 955 (uvádí se i 16. října), pomocí zrady rujanských Ránů, kteří mu pro obchvat bažinami položili hatě, porazil spojená vojska povstalých Polabských Slovanů, najmě Obodritů a Luticů, knížete Stojgněva (padl; jeho bratr zajat a popraven) ve dvoudenní deštivé bitvě na řece Raxa (též Räcknitz, počeštěně Rakovnice). Roku 962 podnikl úspěšné tažení do Itálie, kde získal bohatou kořist dobytím mnoha severoitalských měst. Využil situace a dal se 2. února 962 v Římě papežem korunovat na císaře Svaté říše římské. Podle jeho příkladu pak měly všechny císařské korunovace probíhat v Římě. Toto pravidlo ale bylo často porušováno. Pro císaře byla cesta do Říma nákladná a její dlouhé trvání mohlo způsobit vzpoury v zemi.